# Inversor qualificat
Un inversor qualificat o acreditat és un inversor amb un estatus especial segons les lleis de regulació financera. La definició d'inversor acreditat (si n'hi ha) i les conseqüències de ser classificat com a tal varien entre els països. En general, els inversors acreditats inclouen persones amb un patrimoni net elevat, bancs, institucions financeres i altres grans corporacions, que tenen accés a inversions complexes i de més risc, com ara capital de risc, fons de cobertura i àngels inversors.
Les lleis poden exigir que alguns tipus d'ofertes financeres només es puguin fer a inversors acreditats. A Espanya aquesta figura queda regulada per la Llei del Mercat de Valors (LMV), amb mesures per protegir els petits inversors.